# Shaun of the Dead
Shaun of the Dead (bra: Todo Mundo Quase Morto; prt: Zombies Party - Uma Noite... de Morte) é um filme franco-britânico de 2004, do gênero comédia de horror, dirigido por Edgar Wright para a Big Talk Productions e a Working Title Films, com roteiro de Simon Pegg e do próprio diretor.
Estreou em 29 de março de 2004 em Londres, sendo exibido logo em seguida no restante do Reino Unido em 9 de abril do mesmo ano.[carece de fontes?] Shaun of the Dead foi lançado diretamente para DVD e VHS no Brasil pela Universal Home Video.
O filme tem Simon Pegg, Kate Ashfield, Nick Frost, Lucy Davis e Bill Nighy no elenco. A história fala de Shaun, um homem perdido na monotonia de sua rotina, podendo ser comparado a uma criatura sem vontade própria, que após confrontar com mortos-vivos de verdade vê a chance da sua vida de virar um heroi, salvando seus amigos e familiares e conquistar sua namorada de volta.
Shaun of the Dead, que faz parte da "Trilogia Sangue e Sorvete" (Blood and Ice Cream Trilogy no original), teve um orçamento de aproximadamente quatro milhões de libras esterlinas. Na primeira semana ele arrecadou pouco mais de três milhões de dólares, ficando em sétimo lugar na lista de maiores bilheterias dos Estados Unidos. Shaun of the Dead faz referências a vários outros filmes de zumbi, tais como Day of the Dead, Dawn of the Dead e A Noite dos Mortos-Vivos.

## Enredo
A história foca Shaun, epônimo ao nome do filme, um inglês que acorda todos os dias no mesmo horário, vai trabalhar na mesma loja de eletrônicos e que, sempre que precisa de uma lugar para ir relaxar, vai ao mesmo pub para beber, chegando a levar sua namorada, Liz, para os encontros lá. Enquanto Liz, esperta e ambiciosa, pretende fazer algo na vida, ser alguém importante, Shaun está feliz com seu trabalho medíocre e passar o tempo com Ed, seu amigo preguiçoso, assistindo televisão ou bebendo cerveja, seja no pub seja em casa.
O filme se inicia com Liz, no pub, dando seu ultimato a Shaun: ou ele passa a se esforçar para melhorar na vida e cumprir suas promessas feitas, começando a beber vinho ao invés de cerveja, ou eles não irão mais ficar juntos. Shaun promete mudar, começando com um encontro em um restaurante de frutos do mar. No dia seguinte é mostrada a rotina de Shaun, Ed e seu outro colega de quarto, Pete, onde Shaun e Pete saem para trabalhar enquanto Ed permanece em casa jogando PlayStation 2, anotando recados e bebendo cervejas. Enquanto Shaun anda pela cidade, vários fatos estranhos acontecem à sua volta, onde pessoas ficam doentes e morrem enquanto todos os canais de notícia estão sempre mostrando a mesma notícia de uma estranha epidemia na Inglaterra. Por estar tão envolto em sua rotina, Shaun não se dá conta disso e volta para casa apenas para descobrir que não conseguiu a reserva no restaurante.
Após uma briga com Liz, eles se separam e Shaun então vai com Ed para o "Winchester", seu pub favorito. Após uma noite de farra, Shaun e Ed acordam em uma cidade dominada por criaturas devoradoras de carne. Apesar de não se darem conta inicialmente, eles finalmente percebem a situação em que se encontram e decidem criar um plano: Shaun e Ed primeiro salvam Barbara e Phil, mãe e padrasto de Shaun; Depois vão até a casa de Liz e convencem ela e seus dois amigos a irem com eles até o "Winchester". Phil já havia sido mordido e foi abandonado no caminho. Infelizmente o plano começa a falhar e Barbara também é mordida, obrigando Shaun a matá-la com um rifle. Dentro do pub David é morto pelos zumbis e Dianne se perde na multidão de criaturas ao tentar salvá-lo. Ed é mordido por Pete, que havia virado um zumbi. Por fim, salvam-se apenas Shaun e Liz, que são resgatados por Yvonne, amiga de Shaun.

## Elenco

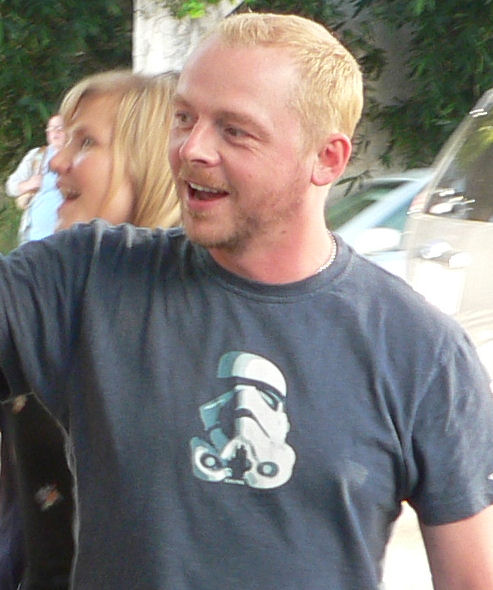
Simon Pegg faz Shaun, o personagem principal do filme.

Vários atores britânicos que fazem parte do elenco já haviam trabalhado anteriormente na série de televisão Spaced, incluindo Simon Pegg, Nick Frost, Jessica Hynes (conhecida pelo nome de Jessica Stevenson na época) e Peter Serafinowicz. Jessica Hynes, que interpreta Yvonne em Shaun of the Dead, foi a criadora da série Spaced, na qual interpretava Daisy Stenier.
O diretor de Shaun of the Dead, Edgar Wright, conheceu Simon Pegg, que interpreta Shaun o protagonista, enquanto estava trabalhando no programa The Stand Up Show da BBC One. Depois disto trabalharam juntos na série de televisão Asylum da Paramount Comedy em 1996. Em seguida Pegg trabalhou em Spaced (1999), onde interpretou Tim Bisley, protagonista da série, e logo depois em Band of Brothers (2001), como o sargento Willian Evans.[carece de fontes?] Sobre seu trabalho como roteirista e ator, Pegg comentou:
| “ | Bem, isso apenas significou que eu podia escrever de acordo com minhas expectativas. Em termos de desejos de filmagem, isso significava que eu poderia escrever qualquer coisa que eu quisesse fazer ou ver. Eu acho que seria ótimo se houvesse mais times de ator/roteirista e ator/diretor pois acho que a peça final teria uma identidade mais forte pois menos pessoas contribuíram com ela, é uma visão mais polarizada. | ” |
|   | — Simon Pegg. |   |

Nick Frost, que interpreta Ed, trabalhava como garçom quando conheceu Simon Pegg. Apesar de Frost não possuir nenhuma experiência como ator, ambos protagonizaram Spaced, dirigido por Edgar Wright. Segundo Frost, a relação de seu personagem com o de Pegg no filme está baseada em alguns aspectos da vida real, já que os dois viveram juntos por vários anos.
Kate Ashfield interpreta a namorada de Shaun, Liz. Antes de trabalhar nesse filme, ela trabalhou em Late Night Shopping (2001), filme no qual ganhou o prêmio de "Melhor Atriz" do British Independent Film Award, e This Little Life (2003).[carece de fontes?] Lucy Davis, quem interpreta Dianne, amiga de Liz, trabalhou na série de televisão britânica The Office antes de atuar em Shaun of the Dead.<[carece de fontes?] David, amigo de Liz e namorado de Dianne, foi interpretado por Dylan Moran, que havia trabalhado no sitcom Black Books.[carece de fontes?]
Barbara, mãe de Shaun, foi interpretada pela atriz Penelope Wilton. Pegg e Wright a escolheram para o papel devido principalmente pelo seu trabalho na série Ever Decreasing Circles de 1984. Antes de trabalhar no filme participou de Cry Freedom (1987), Iris (2001) e Calendar Girls (2003).[carece de fontes?] Bill Nighy, ganhador do Globo de Ouro e BAFTA, interpretou Philip, padrasto de Shaun. Bill havia participado do filme Love Actually em 2003 da Working Title Films, mesma companhia que produziu Shaun of the Dead. Segundo Edgar, eles haviam enviado o roteiro e após lê-lo logo aceitou trabalhar no filme.

### Zumbis
Originalmente existiam cerca de quarenta zumbis profissionais contratados, entre eles estavam dublês, artistas de circo, dançarinos e algumas pessoas com amputações, para dispensar os efeitos especiais. Para não terem um filme de zumbi com poucos zumbis, foi realizada uma chamada no site da série Spaced em busca de mais extras, na qual vários fanáticos pela série responderam e foram até audições para serem escolhidos, totalizando 1 100 extras zumbis.
Os movimentos dos extras foram coreografados por Litza Bixler, tendo ganho o prêmio de "Cena Mais Engraçada do Ano" da revista Total Film pelo seu trabalho em Shaun of the Dead. Litza é uma das coreógrafas mais disputadas no ramo do cinema devido ao seu estilo único e muitas vezes irônico.
O figurino das criaturas ficou por conta de Annie Hardinge, figurinista que viria a trabalhar em vários outros filmes com Simon Pegg, tais como Hot Fuzz (2007), Run Fatboy Run (2008) e How to Lose Friends and Alienate People (2008). Já as maquiagens dos extras, e dos protagonistas, foi realizada por uma equipe de vinte pessoas, entre elas Stuart Coran, renomado na área de maquiagem para efeitos especiais, conhecido por trabalhar em filmes como Braindead e Grindhouse. Em uma entrevista, Stuart explicou como o storyboard explicava com detalhes o que devia ser feito em relação à maquiagem e próteses, o que facilitou muito seu trabalho.

## Produção
A ideia inicial de produzir o filme veio de uma paródia ao jogo eletrônico Resident Evil durante um dos episódios do britcom escrito por Pegg e Jessica Hynes e dirigido por Edgar Wright, Spaced. Em uma entrevista por telefone para o site DVD Veredict, Simon Pegg afirmou que o filme era uma homenagem aos clássicos de George A. Romero, mas também uma mistura com os gêneros de romance e comédia, semelhante ao filme An American Werewolf in London.
Um dos objetivos ao realizar o filme era fazer uma homenagem ao sub-gênero de filmes de zumbi, o que pode ser constatado no título, muito parecido com Dawn of the Dead, título de um dos filmes de Romero, de quem Pegg e Wright são grandes fãs. Além de filmes de Romero, Shaun of the Dead também foi influenciado por trabalhos de diretores de cinema como Sam Raimi, John Carpenter, Peter Jackson, os irmãos Coen e até mesmo do diretor britânico Mike Leigh.
Após trabalhar em cima da ideia de um filme sobre zumbis, no ano de 2001 Simon Pegg e Edgar Wright apresentaram a ideia à Film Four, que logo encomendou o roteiro. Em janeiro de 2003, Nira Park conseguiu parceria com a "WT²", subsidiária da Working Title Films. Dois meses depois, em março de 2003, o filme entrou em pré-produção.

### Roteiro
O roteiro do filme, escrito por Simon Pegg juntamente com Edgar Wright, levou dezoito meses para ficar pronto. Foi a primeira vez que Simon e Edgar trabalharam juntos em um roteiro, já que o britcom Spaced foi escrito por Simon e Jessica Stevenson. Para a produção do filme, usaram como inspirações os filmes Night of the Living Dead (1968), Dawn of the Dead (1978), Day of the Dead (1985), Assault on Precinct 13 (1976), Straw Dogs (1971), Raising Arizona (1987), Back to the Future (1985) e The Birds (1963). A ideia original não era criar uma paródia aos filmes de terror, como é o caso da série de filmes Scary Movie, mas sim um tipo de homenagem ao gênero.
Os atores se reuniram três semanas antes do começo das filmagens para ensaiar o roteiro e realizar as mudanças necessárias no mesmo. De acordo com Pegg, o roteiro apresentava uma estrutura definida, com algumas linhas e ações que se repetiam durante o filme, pois não haviam recorrido à improvisação. Apenas duas cenas foram improvisadas, a primeira quando Ed, interpretado por Nick Frost, começa a descrever as pessoas que estão no pub e a segunda quando Shaun, interpretado por Simon, oferece amendoim aos amigos enquanto esperam por socorro no Winchester.

### Filmagens

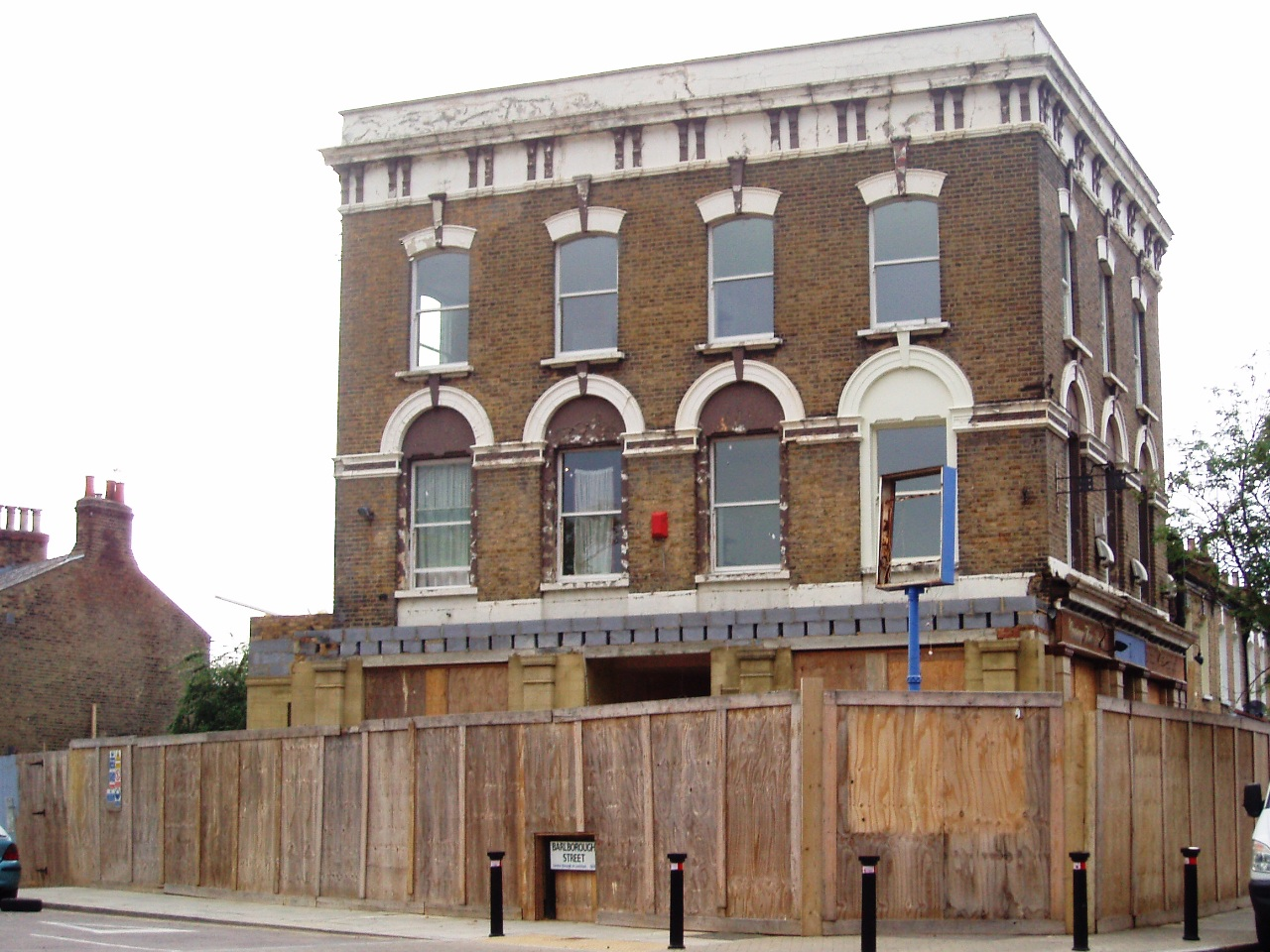
Duke of Albany, bar utilizado para as filmagens externas do pub The Winchester.

O filme contou com um orçamento de aproximadamente quatro milhões de libras esterlinas e foi filmado completamente em Londres, mais especificamente na região norte da capital da Inglaterra. Entre maio e julho de 2003, foram realizadas as tomadas dos locais exteriores. De acordo com Edgar Wright, "não é a Londres de Richard Curtis ou Guy Ritchie, está mais para a de Mike Leigh", devido principalmente por não mostrarem cenas que caracterizam a cidade.
Após cinco semanas filmando na capital, os atores passaram mais quatro semanas terminando a rodagem do filme nos Estúdios Ealing (mesmo local onde Spaced fora filmado), onde fizeram principalmente as cenas que mostram o interior da casa de Shaun e algumas do bar The Winchester. As cenas exteriores do pub, chamado no filme de The Winchester, foram filmadas em um bar chamado Duke of Albany, o qual está localizado na parte sul de Londres. Apesar do sucesso do filme, o bar foi fechado em 2005 e será transformado em um conjunto habitacional. No dia 25 de julho de 2003 o filme foi oficialmente declarado terminado, já tendo a marca de estreia marcada.
O filme foi produzido pelo Big Talk Productions, empresa de produção cinematográfica fundada por Nira Park. Big Talk Productions é responsável também por produzir as séries Spaced e Black Books, nas quais alguns dos atores do filme trabalharam. Outras companhias que trabalharam com Shaun of the Dead foram Working Title Films, Film Four e Studio Canal.

## Trilha sonora
A trilha sonora por Pete Woodhead e Daniel Mudford é um pastiche das trilhas sonoras de filmes de zumbis italianos por artistas como Goblin e Fabio Frizzi. O álbum foi lançado no dia 4 de outubro de 2005.
Uma pequena parte do vídeo de música do single "Panic" da banda The Smiths é mostrada no filme, onde a parte "Panic on the streets of London" (traduzido literalmente como: "pânico nas ruas de Londres") pode ser ouvida enquanto Shaun está mudando os canais de televisão. Também a música "Don't Stop Me Now" pelo Queen é ouvida durante a cena em que o grupo de sobreviventes de Shaun bate com tacos de sinuca no "zumbificado" dono do pub ao ritmo da música. Em adição, "Kernkraft 400" por Zombie Nation é ouvida durante uma cena em que Shaun se encontra no ônibus indo para casa.
Em várias das faixas do CD é possível ouvir falas do filme inseridas no meio da música, incluindo falas que não foram incluídas no filme.
| Shaun of the Dead: Music from the Motion Picture |                                                  |                                                    |         |  |
| N.º                                              | Título                                           | Música                                             | Duração |  |
| 1.                                               | "Figment"                                        | S. Park                                            |         |  |
| 2.                                               | "The Blue Wrath"                                 | I Monster                                          |         |  |
| 3.                                               | "Mister Mental"                                  | The Eighties Matchbox B-Line Disaster              |         |  |
| 4.                                               | "Meltdown"                                       | Ash                                                |         |  |
| 5.                                               | "Don't Stop Me Now"                              | Queen                                              |         |  |
| 6.                                               | "White Lines (Don't Don't Do It)'"               | Grandmaster Flash and the Furious Five e Melle Mel |         |  |
| 7.                                               | "Hip Hop, Be Bop (Don't Stop)"                   | Man Parrish                                        |         |  |
| 8.                                               | "Zombie Creeping Flesh"                          | Pete Woodhead e Daniel Mudford                     |         |  |
| 9.                                               | "Kernkraft 400 (Osymyso Remix)"                  | Zombie Nation                                      |         |  |
| 10.                                              | "Fizzy Legs"                                     | Pete Woodhead e Daniel Mudford                     |         |  |
| 11.                                              | "Soft"                                           | Lemon Jelly                                        |         |  |
| 12.                                              | "Death Bivouac"                                  | Pete Woodhead e Daniel Mudford                     |         |  |
| 13.                                              | "The Gonk (Kid Koala Remix)"                     | The Noveltones                                     |         |  |
| 14.                                              | "Envy the Dead"                                  | Pete Woodhead e Daniel Mudford                     |         |  |
| 15.                                              | "Ghost Town"                                     | The Specials                                       |         |  |
| 16.                                              | "Blood in Three Flavours"                        | Pete Woodhead e Daniel Mudford                     |         |  |
| 17.                                              | "Panic"                                          | The Smiths                                         |         |  |
| 18.                                              | "Everybody's Happy Nowadays'"                    | Ash com Chris Martin (originalmente por Buzzcocks) |         |  |
| 19.                                              | "You're My Best Friend"                          | por Queen                                          |         |  |
| 20.                                              | "You've Got Red on You: Shaun of the Dead Suite" | Pete Woodhead e Daniel Mudford                     |         |  |
| 21.                                              | "Normality"                                      | Pete Woodhead e Daniel Mudford                     |         |  |
| 22.                                              | "Fundead"                                        | Pete Woodhead e Daniel Mudford                     |         |  |

## Versões
O DVD do filme foi lançado em 6 de setembro de 2004 no Reino Unido. Entre os extras do DVD se encontra uma história em quadrinhos narrada pelos próprios atores que explica algumas sucessões de eventos não mostradas em cena. Narra-se, por exemplo, como Dianne consegue sobreviver ao ataque de zumbis quando tentava recuperar seu namorado, que fora despedaçado pelos monstros; narra também como Ed termina o filme no galpão da casa de Shaun como um zumbi. A versão em HD DVD do filme foi lançada em julho de 2007, e dois anos depois foi lançada sua versão em Disco Blu-ray.
No Brasil, Shaun of the Dead, traduzido como Todo Mundo Quase Morto, foi lançado diretamente para o DVD no final de outubro de 2004 pela Universal Pictures. O DVD contém quatro seções de extras, incluindo a história em quadrinho narrando o que houve em três momentos específicos que ficaram sem explicação no filme.

## Recepção

### Lançamento
Shaun of the Dead foi lançado oficialmente em 9 de abril de 2004 no Reino Unido e em 24 de setembro nos Estados Unidos,[carece de fontes?] tendo sido muito bem recebido pela crítica, arrecadando mais de três milhões de dólares na semana de estreia. O filme foi ainda indicado a 22 prêmios, a maioria por melhor roteiro ou melhor filme de terror, ganhando seis prêmios.[carece de fontes?]

### Crítica
No sítio IMDb o filme possui uma pontuação de oito em dez () dentre mais de cem mil votos, fazendo desse um dos 250 melhores filmes presentes no site. Lee Roberts do site Best Horror Movies, em sua crítica, disse que foi "um dos melhores filmes a chegar às telas americanas" com "comédia, paródia social, horror e sim, até romance". O site Rotten Tomatoes, um agregador de críticas, possui uma pontuação positiva de 91% e, dentre 170 críticas, uma média de aproximadamente oito em 10 (). No agregador o "consenso" é de que "Shaun of the Dead balança inteligentemente sustos com sátiras, criando um ótimo filme sangrento de zumbi com risadas".
O crítico Roger Ebert do Chicago Sun-Times, assim como os visitantes de seu site, deram três de quatro estrelas para o filme (). Roger mencionou que o filme atrai por não se focar nos zumbis, mas sim nos protagonistas, "que mais parecem personagens de britcoms, que tem seus próprios problemas para resolver, mas são sempre interrompidos pelas criaturas comedoras de carne".
No geral, o filme foi considerado um sucesso por não ser repetitivo como outros filmes de zumbi, além de fazer referências a vários outros clássicos, como a "trilogia dos mortos" de George A. Romero, além de outros filmes do mesmo tema.
No começo de 2010, a revista britânica Total Film lançou uma revista contendo os dez maiores filmes da década, incluindo em sexto lugar o filme de comédia Shaun of the Dead.

### Prêmios e indicações

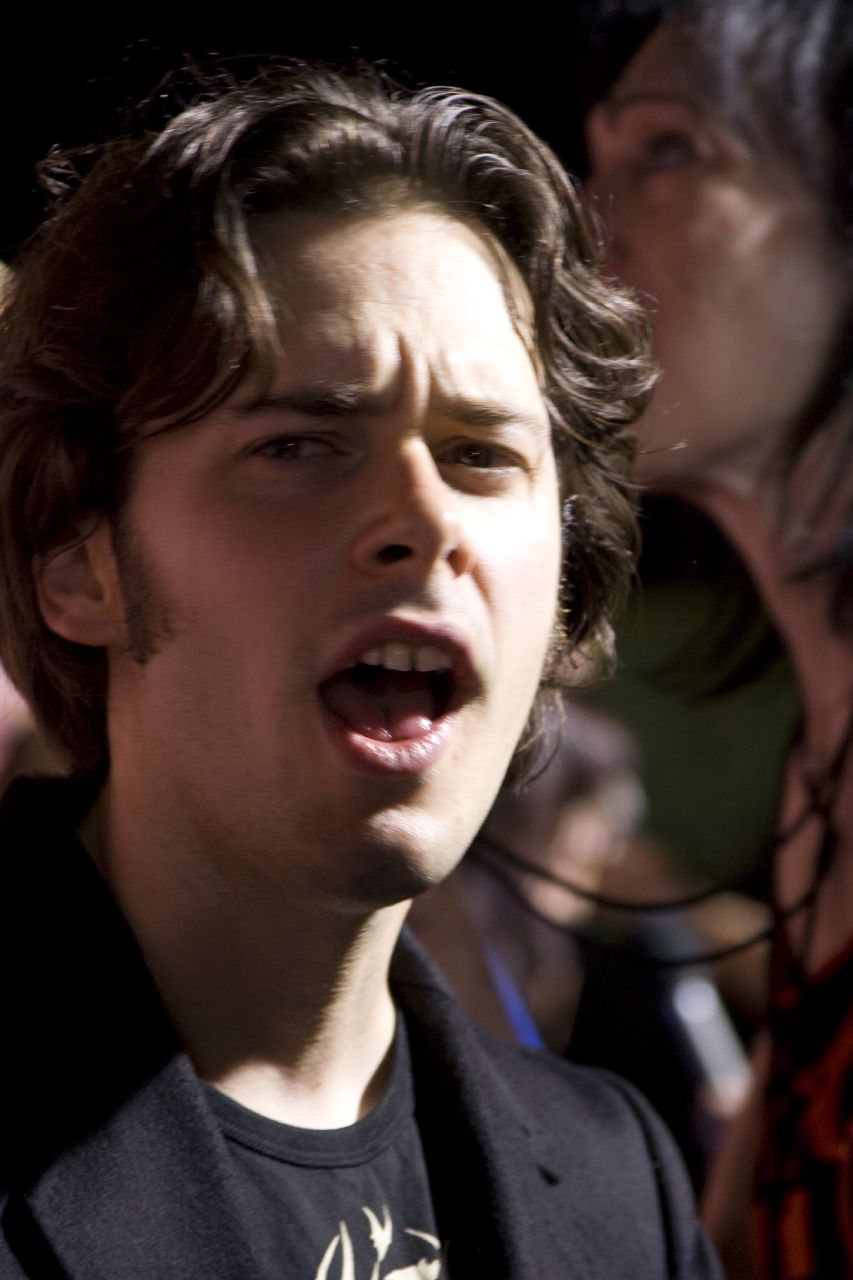
Edgar Wright, diretor de Shaun of the Dead no Scream Awards de 2007.

O filme foi indicado a 22 diferentes prêmios, ganhando seis deles.[carece de fontes?]
| Ano  | Prêmios                              | Categoria - Recipientes                        |
| ---- | ------------------------------------ | ---------------------------------------------- |
| 2004 | British Independent Film Awards      | Melhor Roteiro - Simon Pegg, Edgar Wright      |
| 2005 | Prêmio Saturno                       | Melhor filme de terror                         |
| 2005 | Bram Stoker Award                    | Melhor roteiro - Simon Pegg, Edgar Wright      |
| 2005 | Prêmios Empire                       | Melhor filme britânico                         |
| 2005 | Evening Standard British Film Awards | Premio Peter Sellers para comédia - Simon Pegg |
| 2005 | International Horror Guild           | Melhor filme                                   |

↑ Empate com Charlie Kaufman, Michel Gondry e Pierre Bismuth por Eternal Sunshine of the Spotless Mind.
Além de ter ganho seis prêmios entre os anos 2004 e 2005, Shaun of the Dead foi também nomeado a outros 16 prêmios, incluindo quatro diferentes nomeações no British Academy of Film and Television Arts, sendo dois deles para Nira Park, produtora do filme, um terceiro para Edgar Wright pelo roteiro e o quarto por DVD interativo. O filme foi também nomeado para o prêmio de "Melhor Filme de Comédia" pelo British Film Awards, mas acabou perdendo para o filme School of Rock, com Jack Black e Joan Cusack. Foi também nomeado a cinco Prêmios Empire, tendo ganho apenas um por "Melhor Filme Britânico", sendo as outras quatro nomeações por "Melhor Atriz Britânica", "Melhor Ator Britânico", "Melhor Diretor Britânico" e "Melhor Cena do Ano", tendo perdido respectivamente para Kate Winslet, Paddy Considine, Matthew Vaughn e Enduring Love.